# Fredl Fesl

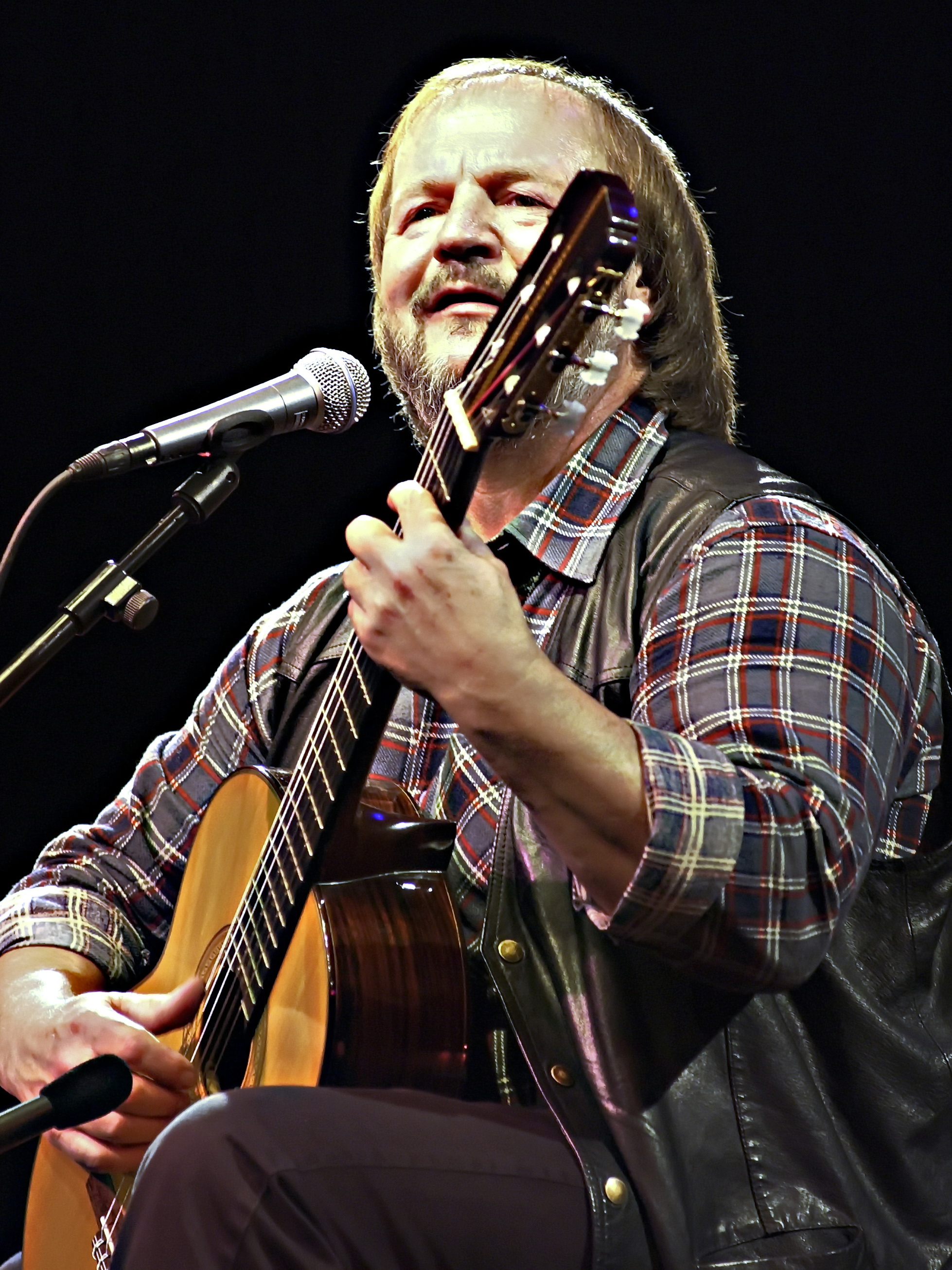
Fredl Fesl, 2005

Alfred Raimund „Fredl“ Fesl (* 7. Juli 1947 in Grafenau; † 25. Juni 2024 in Pleiskirchen) war ein niederbayerischer Musiker und Sänger, der als Erfinder des bayerischen Musikkabaretts gilt.

## Leben
Fesl war der Sohn von Johann Fesl (* 2. Oktober 1916) und dessen Frau Berta, geborene Ibinger. Im August 1943 heiraten seine Eltern. Fredl Fesl wuchs in seiner Geburtsstadt Grafenau im Bayerischen Wald auf. Sein Vater war im Landratsamt Grafenau Leiter der Kraftfahrzeug-Zulassungsstelle.
Im neunten Lebensjahr zog er mit seinen Eltern in das mittelfränkische Greding. Dort betrieben seine Eltern den Gasthof Zum Bayerischen. Sein Vater war Leiter der Stadtkapelle Greding. In seiner Kindheit soll er einer Schule verwiesen worden sein, weil er die Ohrfeige eines Lehrers ebenso mit einer Ohrfeige beantwortete. Fesl bestand nach der Volksschule die Aufnahmeprüfung für die Oberrealschule in Ingolstadt, wo er im Schülerinternat lebte. 1959 zog die Familie nach München, wo er von seinem Vater das Trompetenspiel lernte. Fredl Fesl wurde 1966 und 1967 oberbayerischer Juniorenmeister im Gewichtheben für den ESV München Ost, dessen Mitglied er seit 1962 war. Fesl machte eine Lehre als Kunstschmied. Gitarre spielen lernte er während seiner Zeit bei der Bundeswehr, wo er auch zum hintergründigen Spaßvogel der Gebirgsjägertruppe wurde und seine Vorgesetzten etwas verärgert haben soll.
Nachdem sich Fesl in verschiedenen Berufen erprobt hatte (laut eigener Aussage als Kürschner, Bühnenschreiner beim Film, Statist, Schlosser, Modeschmuckverkäufer, Sperrmüllsammler, Antiquitätenhändler und Bierfahrer), wollte er sich als Kunstschmied etablieren und richtete sich in Freising eine Werkstatt ein. Eigenen Aussagen zufolge begann seine Musiker-Karriere damit, dass er in den Münchner Kleinkunstbühnen durch Mitbringen seiner Gitarre keinen Eintritt zahlen musste – er gab sich als einer der auftretenden Musiker aus. Als eines Abends die eigentlichen Künstler fehlten, ließ sich Fesl überreden und trat selbst auf. Durch seine lustig plaudernde Art gewann er schnell die Sympathien des Publikums. 1976 entstand im Münchner Theater im Fraunhofer seine erste Schallplatte mit dem Titel Fredl Fesl. Aufmerksamkeit erregte, dass der auf dem Debüt-Album enthaltene Glocken-Song vom Bayerischen Rundfunk nicht gespielt werden durfte, da darin kirchenfeindliche Inhalte gesehen wurden. Später erhielt Fesl eine eigene Fernsehsendung, Fredl und seine Gäste.
Eines seiner Markenzeichen bei Live-Auftritten waren ausführliche Vorreden vor jedem Stück, die nach eigener Aussage manchmal länger waren als die Lieder selbst. Abschließende Zugabe eines Konzerts war ein Handstand auf dem Stuhl, auf dem er die Lieder sitzend vorgetragen hatte. Fesl wird häufig mit dem früher von ihm regelmäßig vorgetragenen Königsjodler in Verbindung gebracht. Weitere bekannte Lieder sind Der edle Rittersepp, Anlass-Jodler, das Taxilied oder das Fußball-Lied. In den Medien wurde er teilweise „Bajubarde“ oder „Bayerns bester Barde“ genannt.
Einige Jahre war Fesl regelmäßig in Radiowerbespots der Biermarke Veldensteiner zu hören. 2008 kam es wegen der Erwähnung Jürgen Klinsmanns darin zu einem Gerichtsverfahren, in dem der Bierhersteller Kaiser Bräu unterlag. Fesl kommentierte das mit dem Satz: „Es gibt Schlimmeres, matschige Semmelknödel zum Beispiel.“
Fesl litt ab 1997 an der Parkinson-Krankheit und musste deshalb Ende 2006 seine gut besuchte Abschiedstournee vorzeitig beenden. 2009 wurde ihm gegen die Parkinson-Symptome ein Hirnschrittmacher eingesetzt. Sein Leben mit der Erkrankung wurde 2014 im Rahmen der ZDF-Sendereihe 37° dokumentiert. 2015 erschien seine Autobiografie Ohne Gaudi is ois nix. Das Buch enthält Erinnerungen von Fesl selbst sowie von Wegbegleitern wie Zither-Manä, Mike Krüger, Konstantin Wecker, Hans Well, Willy Astor und Martina Schwarzmann.

## Persönliches
Fesl lebte mit seiner zweiten Frau Monika auf dem Einödhof Häuslaign in der oberbayerischen Gemeinde Pleiskirchen, wo er im Juni 2024 im Alter von 76 Jahren starb. Er hatte zwei Töchter aus erster Ehe. Fesl fand seine letzte Ruhestätte in einem Friedwald in Niederbayern.

## Musik
Fredl Fesl bezeichnete seine Werke als „bayrische und melankomische Lieder“ (Untertitel seines vierten Albums), die im niederbayrischen Dialekt gehalten sind, häufig in der Volksmusik wurzeln sowie nicht selten Wortspiele enthalten. Fesl spielte Gitarre, Tuba, Trompete, Althorn und Klavier. Ottfried Fischer bezeichnete ihn in seiner Kabarett- und Talk-Sendung Ottis Schlachthof im Bayerischen Fernsehen im Jahr 1999 als Angehörigen der obersten Zunft der bayerischen Liedermacher, als „echten Pfundskerl“ und Rebell der eher sanfteren Sorte mit hintergründigem und skurrilem Humor.

## Auszeichnungen

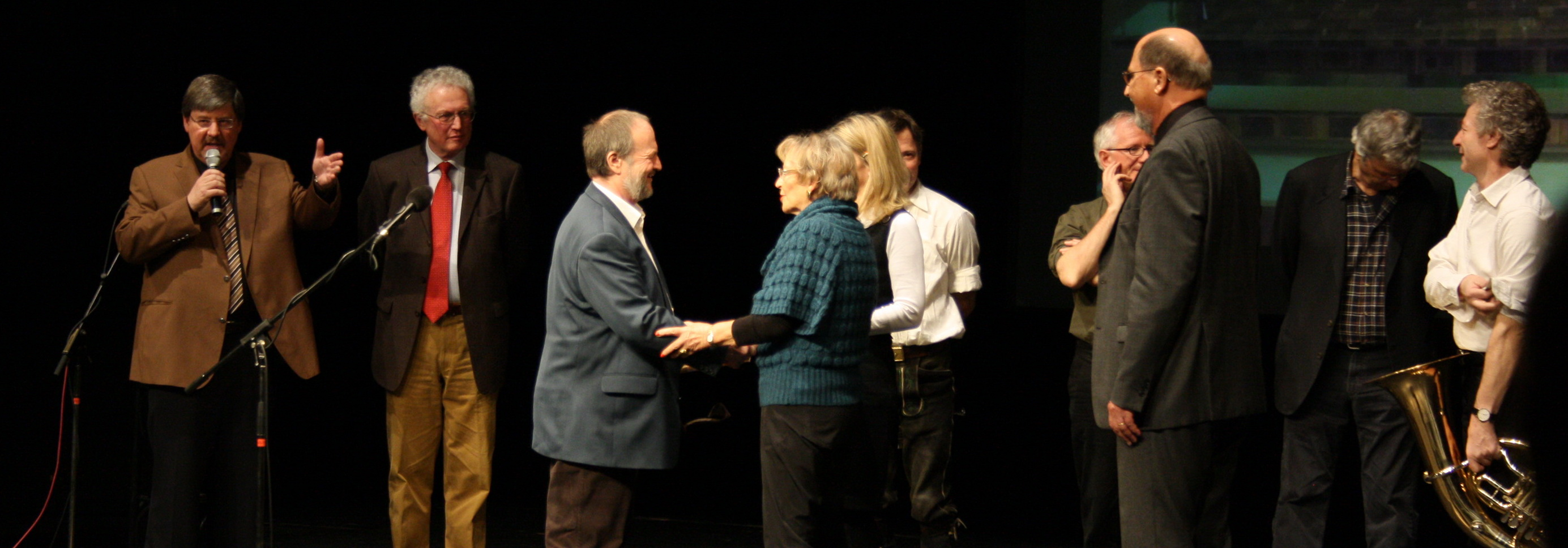
Verleihung des Großen Karl-Valentin-Preises 2010

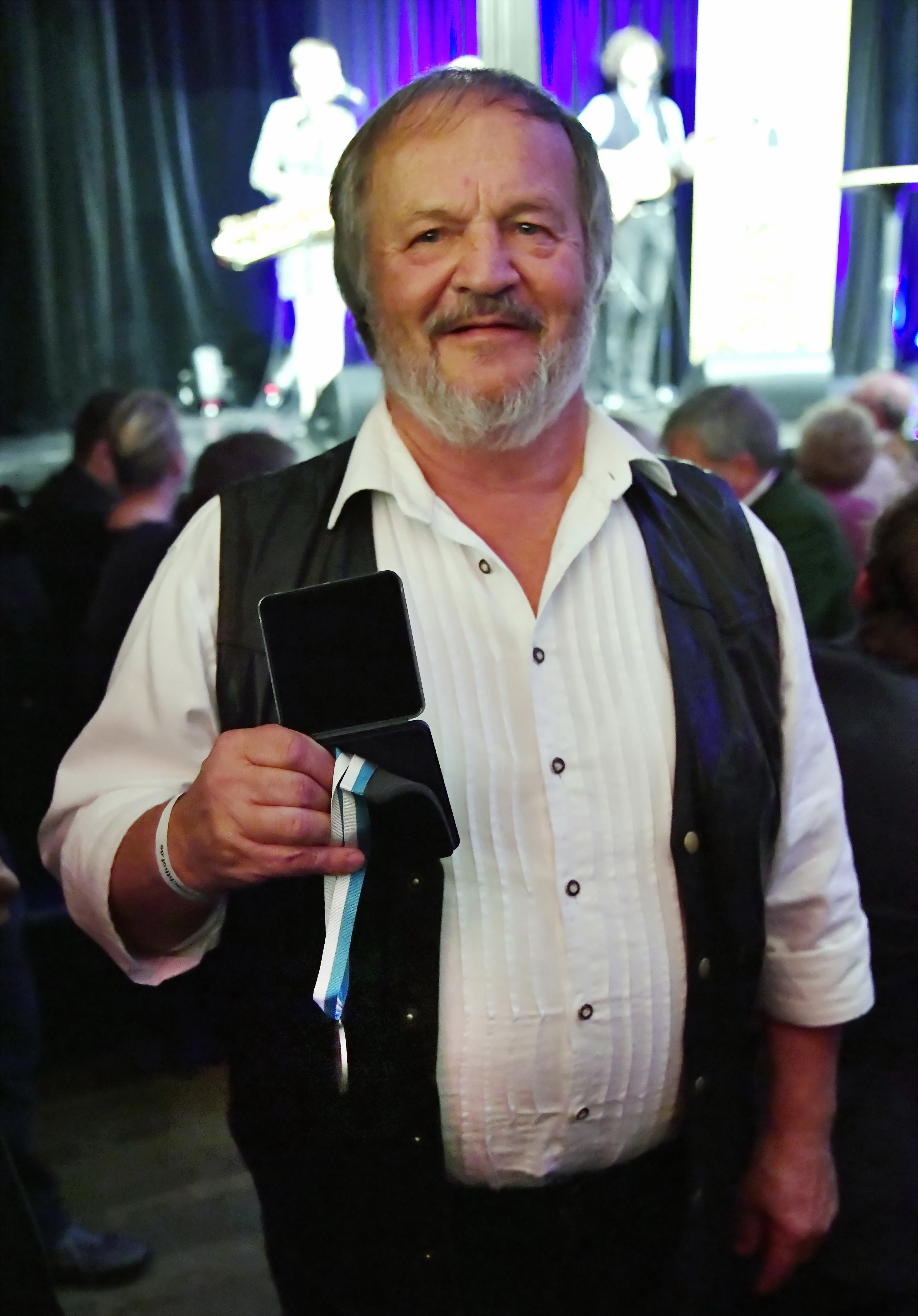
Fredl Fesl, Bayerischer Poetentaler 2017

- 2002: Bayerischer Kabarettpreis – Musik
- 2004: Medaille „München leuchtet – Den Freunden Münchens“ in Silber
- 2004: Sigi-Sommer-Taler der Narhalla München
- 2007: Kulturpreis des Landkreises Altötting
- 2007: Kulturpreis der Bayerischen Landesstiftung
- 2010: Großer Karl-Valentin-Preis
- 2016: Großer Morisk der Würmesia
- 2017: Bayerischer Poetentaler
- 2020: Reiherorden der Narrhalla Erding[22]
- 2022: Bayerischer Verdienstorden

## Bekannte Titel
- 1976 Ritter Hadubrand
- 1976 Taxilied (live oft als Ich will nicht nach Dachau angekündigt)
- 1976 Der Königsjodler
- 1977 Der edle Rittersepp
- 1978 Anlass-Jodler
- 1978 Fußball-Lied
- 1978 Der Bi-Ba-Butzemann
- 1978 Preiß’n-Jodler
- 1978 Schulmeisterei
- 1981 Sepp bleib’ da (zur Melodie von Adelita von Francisco Tárrega)
- 1983 Ein Pferd hat vier Beiner
- 1983 Weil i net mog
- 2000 Riesenneger im Nieselregen

## Diskografie

### Alben
- Fredl Fesl (1976)
- Fredl Fesl 2 (1977)
- Fredl Fesl – Drei (1978)
- Fredl Fesl 4 – Bayrische und melankomische Lieder (1981)
- Die Fünfte von Fredl Fesl (1983)
- Fredl Fesl 6 – D’ Welt hat an Vogel (1993)

### Kompilationen
- Fredl Fesl – Meine schönsten Lieder & Sprüche (1985 LP [CBS Schallplatten], 2006 CD [MVC])
- Fredl Fesl – Eine Stunde mit Fredl Fesl (1989)
- Fredl Fesl – Ein bayerischer Abend (1997)
- Fredl Fesl – Anlass-Jodler (2003, Doppelalbum)
- Fredl Fesl – Der bayerische Stier – Seine schönsten melankomischen Lieder (2005, Doppelalbum)
- Fredl Fesl – Fußball-Lied und andere Erfolge (2005, 3 CDs)
- Fredl Fesl – Ritter, Wirtsleut, Preiss’n und i (2007, 3 CDs, Alben 1–3)

## Auftritte und Sonstiges
- 1977 spielte Fesl im Film Die Jugendstreiche des Knaben Karl (handelt vom jungen Karl Valentin) einen Sänger und sang darin in einem Biergarten aus seinen Bibel-Gstanzl’n (Amen).
- Für den Fernsehfilm Wunderland (1983) entstand das Lied Ich bin der Räuber Hotzenplotz.
- 1989 hatte Fesl einen Gastauftritt in der Serie Meister Eder und sein Pumuckl in der Folge Pumuckl und die Musik.
- Von 1997 bis 1998 wirkte Fesl in 10 Episoden der österreichischen Kabarett-Reihe Tohuwabohu mit.
- Die Dokumentation aus der Reihe Lebenslinien mit dem Titel Fredl Fesl: I bin wia i bin (2003) zeigt das Leben des Künstlers unter Verwendung zahlreicher Interviews und Ausschnitte seiner Auftritte.
- Fesl besaß einen Bagger. Dies war öffentlich bekannt, weil Ottfried Fischer den Bagger in mehreren Folgen seiner Sendung Ottis Schlachthof erwähnte.